# Haazinou

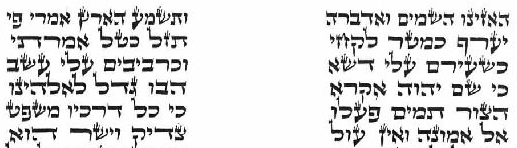
Haazinou, calligraphie hébraïque.

Haazinou ou Ha'azinou (האזינו — héb. pour “écoutez,” le premier mot de la parasha) est la 53e section hebdomadaire du cycle annuel de lecture de la Torah et la dixième du Livre du Deutéronome.
Elle correspond à Deutéronome 32:1-52. Les Juifs de la Diaspora la lisent généralement en septembre ou en octobre. 
Le calendrier juif luni-solaire comprend jusqu'à 54 semaines, le nombre exact variant selon les années, "pleines" ou "défectives". Dans les années avec moins de semaines (par exemple, 2006, 2009, 2014), lorsque l'on combine la lecture de la parashat Vayelekh avec celle de Nitzavim, la parashat Haazinou est lue à Shabbat shouva, le sabbath des dix jours de pénitence.

## Résumé
Dans un long poème, Moïse prend à témoin les cieux et la terre de la grandeur et de la justice divines. Il exhorte le peuple à se souvenir des bienfaits dont il a bénéficié et à rendre grâce à Celui Qui les leur a accordés, tout en rappelant les châtiments qu'encoureraient ceux qui se détourneraient de Dieu. Il fait de nombreuses allusions à la fin des temps. 
Dieu lui ordonne alors de gravir le mont Nebo car il doit y mourir.

### Divisions de la parasha lors de la lecture complète
La lecture de la parasha à la synagogue le sabbath est traditionnellement divisée en sept sections, pour lesquelles un membre différent de la congrégation est appelé à lire. La première lecture, le rishon, échoit traditionnellement à un cohen, la seconde, appelée sheni, à un levi, les suivantes à un israël (ni cohen ni levi). La septième section comporte une sous-section, le maftir, qui est lu par la personne qui lira ensuite la haftara.
Les sections de la parashat Haazinou sont:
- rishon:
- sheni:
- shlishi:
- revi'i:
- hamishi:
- shishi:
- shevi'i: 
  - maftir:

### Divisions de la parasha lors de la lecture abrégée
Une lecture publique de la parasha fut instaurée par Ezra le Scribe le lundi et le jeudi à la synagogue. Cette lecture, sensiblement plus courte, ne comprend que trois sections, la première réservée au cohen, la seconde au levi, la troisième à un israël
- Section du cohen: Devarim[3]
- Section du levi: Devarim[3]
- Section de l'israël: Devarim[3]

### Maqam
Un maqam est un système de modes musicaux utilisé dans la musique arabe mélodique classique. Les juifs originaires des pays orientaux (Afrique du Nord, Syrie) s'en sont inspirés, et adaptent la mélodie de la liturgie du Shabbat en fonction du contenu de la parasha de cette semaine. Ils emploient 10 maqam différents, possédant chacun son usage propre.
Le maqam utilisé lors du sabbath au cours duquel on lit la parashat Haazinou est le Maqam Bayat, en prévision du festival de Souccot.

## Commandements
La Torah comporte, selon la tradition rabbinique, 613 prescriptions. Différents sages ont tenté d'en établir un relevé dans le texte biblique.
Selon deux de ces computs les plus célèbres, le Sefer Hamitzvot et le Sefer HaHinoukh, la parashat Haazinou ne comporte aucun commandement.

## Haftara
La haftara est une portion des livres des Neviim ("Les Prophètes") qui est lue publiquement à la synagogue après la lecture de la Torah. Elle présente généralement un lien thématique avec la parasha qui l'a précédée.
La haftara pour la parashat Haazinou est 2 Samuel 22:1–51.